# Helmut Harun
Helmut Harun (eigentlich Helmut Habrich; * 18. März 1914 in Westhoven; † 7. Juli 1981 in Duppach/Eifel) war ein deutscher Schriftsteller, Hörspielautor, Drehbuchautor, Synchronregisseur und Dialogbuchautor.

## Leben
Nach seinem Schulabschluss und der Absolvierung des Wehrdienstes, verdingte sich Harun ab 1952 als Holzfäller, Schrottplatzarbeiter und Antiquitätenrestaurateur in der Eifel. Damit finanzierte er seine Ausbildungen im Schauspiel-, Dramaturgie- und Regiebereich sowie ein Studium der Theaterwissenschaften. Anschließend arbeitete er als Chefdramaturg und Regisseur, darunter in Köln und Münster. 1954 brachte er das Theaterstück Es geht um dein Leben auf die Bühne. Im selben Jahr bearbeitete er die Novelle Lenz von Georg Büchner zu einem Hörspiel, das in Kooperation mit Radio Bremen und dem Bayerischen Rundfunk produziert wurde. 1957 erschien Mätti: Eine Erzählung, von der 1976 unter der Regie von Heinz Dieter Köhler eine dreiteilige Hörspielfassung entstand.  1966 veröffentlichte er den Tiergeschichtenband Tiere beschenken uns.
Harun schrieb die Dialogbücher zu zahlreichen deutschen Synchronisationen von internationalen Filmen und Fernsehserien, darunter 1958 zu Fahrstuhl zum Schafott von Louis Malle, 1962 zu Die letzten Stunden von Pompeji, 1964 zu Die goldene Göttin vom Rio Beni und 1970 zu Der Tag, an dem die Erde Feuer fing. Bei den zwischen 1968 und 1973 entstandenen Pippi-Langstrumpf-Filmen war er als Regisseur und Drehbuchautor für die deutsche Synchronfassung verantwortlich und er schrieb die deutschen Übersetzungen zu den Liedern Hey, Pippi Langstrumpf, Seeräuber-Opa Fabian, Schlaft alle, Kalle Theodor, Faulsein ist wunderschön und Auf Wiedersehen Pippi Langstrumpf. Bei der Fernsehserie Raumschiff Enterprise fungierte er sowohl als Dialogbuchautor als auch als Synchronregisseur. Von 1971 bis 1973 war er Drehbuchautor der Dokumentarreihe Paradiese der Tiere. 1968 führte er Regie bei dem Stan-Laurel- und Oliver-Hardy-Programm Dick und Doof, die Unzertrennlichen, bei dem eine in München spielende Rahmenhandlung mit Szenen aus den beiden Filmen Laurel und Hardy: Hosen für Philip und Laurel und Hardy: In der Fremdenlegion verknüpft wurde.
Harun erhielt 1952 den Hörspielpreis des Bayerischen Rundfunks, 1954 den Dramenpreis des Josef-Keller-Verlags Starnberg, 1956 das Carl-Bertelsmann-Stipendium sowie den Förderpreis Rheinland-Pfalz.

## Filmografie (Auswahl)
- 1962: Der Teppich des Grauens
- 1965: Die Gejagten der Sierra Nevada (El ranch de los implacables)
- 1965: Oklahoma John – Der Sheriff von Rio Rojo (Oklahoma John)
- 1965: Sie nannten ihn Gringo
- 1967: Tal der Hoffnung (Clint el solitario)

## Hörspiele

### Als Autor
- 1953: Der Heizer von der „Millerntor“. Ein Hörspiel von der Kameradschaft auf See. Regie: Eberhard Freudenberg (RB)
- 1954: Mit Co-Autor Günter Jannasck: Ferien im Viervierteltakt. Regie: Wolfgang Spier (RIAS Berlin)
- 1955: Sien Monika. Funknovelle. Regie: Günter Jansen (NWDR)
- 1958: Kettchen. Regie: Heinz-Günter Stamm (BR)
- 1967: De Indianer vun Nippes. E Familijedrama met Härz. Rheinisches Hörspiel. Regie: Leopold Reinecke (WDR)
- 1968: Der Verräter. Regie: Jo Hanns Müller (RB)
- 1972: Die alte Harmonika. Rheinische Funkerzählung. (Autor und Sprecher) Regie: Heinz Dieter Köhler (WDR)
- 1976: Mätti. (3 Teile) (Autor und Sprecher) Regie: Heinz Dieter Köhler (WDR)
- 1977: Die armen, armen Mädchen. Regie: Leopold Reinecke (WDR)
- 1977: Stahl und Beton. Regie: Leopold Reinecke (WDR)
- 1980: Gigi und Nikela. Regie: Manfred Brückner (WDR)
- 1981: Cyriaks Weltschau. Regie: Ulf Becker (WDR)

### Als Bearbeiter
- 1951: Georg Büchner: Lenz. Regie: Gustav Burmester (NWDR)
- 1955: Georg Büchner: Lenz. Regie: Friedrich-Carl Kobbe (RB/BR)

### Nur als Sprecher
- 1966: Lis Böhle: Wat dä Schmitzens all passeet. (23. Folge) Regie: Leopold Reinecke (WDR)
- 1967: Lis Böhle: Wat dä Schmitzens all passeet. (27. Folge) Regie: Leopold Reinecke (WDR)
- 1973: Dieter Kühn: Et Maachwoot jesproche. Drei Hörspiele in Kölner Mundart. Regie: Heinz Dieter Köhler (WDR)
- 1973: Theo Rausch und Hermann Bredehöft: De fotte Kaiserkett. Hörspiel in Kölner Mundart. Regie: Leopold Reinecke (WDR)
- 1975: Maximilian Maria Ströter: Der Blitzableiter und der liebe Gott. Regie: Franz Zimmermann (WDR)
- 1975: Karl Otto Mühl: Die Reise der drei alten Männer. Regie: Heinz Dieter Köhler (WDR)
- 1976: Hans Brodesser: Nor ne Probealarm. (aus der Reihe: Kölscher Krimi) Regie: Leopold Reinecke (WDR)
- 1977: Theo Rausch: Der Schiedsmann. (11. Folge: De Hubbelbank) Regie: Leopold Reinecke (WDR)
- 1977: Felix Quade: Die Liebe des alten Einbein. Regie: Hans Gerd Krogmann (WDR)